# 회사령 인도
회사령 인도(영어: Company rule in India)는 영국 동인도 회사가 인도 아대륙에 두었던 식민지를 말한다. 빅토리아 여왕이 영국 동인도 회사를 없애면서 영국 정부가 직접 통치하도록 하였다.

## 역사
1757년 플라시 전투에서 동인도 회사와 영국이 프랑스와 무굴 제국에 대해 승리하기 전까지 콜카타, 첸나이, 봄베이 등의 동인도 회사 영토는 대부분 자치적이고 산발적으로 관리가 불가능한 상인들로 구성된 마을 의회에 의해 통치되었다. 마을 의회는 지역을 효과적으로 관리하기에 충분한 권한을 갖지 못했고, 뒤이어 인도에서의 회사 운영 전반에 대한 감독 인력 부족은 회사 임원 및 그들의 동맹이 통치지역 내에서 불평등하고 잔학한 통치를 하는 것을 막지 못했다. 플라시 전투에서의 승리와, 이어진 북사르 전투를 통해 1765년 알라하바드 조약에서 동인도 회사가 벵골 지역의 징세권을 양도받자 영국 본토의 시민들도 인도에 주목하기 시작했다. 이후 회사의 자금 관리 관행에 의문이 제기되었는데, 특히 인도의 태수 나바브들이 영국으로 막대한 부를 들여오는데에도 회사가 적자를 기록하기 시작했기 때문이었다. 1772년까지 회사는 파산하지 않기 위해 영국 정부의 대출이 필요했고, 런던에서는 회사의 비리와 부패가 곧 영국의 사업 전반과 공공 생활까지 악영향을 줄 수 있다는 두려움이 스멀스멀 피어올랐다. 회사의 새로운 영토에 대한 영국 정부의 권리와 의무 또한 검토되었다. 영국 의회는 여러 차례 조사원을 파견했고, 1773년 노스 경 프레더릭 노스의 재임 기간중에 "동인도 회사의 업무 관리를 개선하기 위해, 유럽에서와 마찬가지로 인도에서도"라는 긴 제목으로 〈규제법Regulating Act〉이 제정되는데 이르렀다.
노스 경은 영국 정부가 회사 통치령을 인수해야 한다고 생각했지만, 시티오브런던과 영국 의회 등은 노스 경의 생각에 반대했다. 결과적으로 제정된 〈규제법〉에서는 동인도 회사가 영국 왕실을 대신하여 인도에서 주권을 행사할 수 있다며, 새로운 영토들에 대한 영국 왕실의 궁극적인 주권을 암시하였다. 그 결과 회사령은 동인도 회사뿐 아니라 영국 정부 및 의회의 감독과 규제 아래에 놓였다. 회사의 이사회는 법에 따라 영국 정부의 조사를 위해 인도의 민간, 군사 및 수입 문제에 관한 모든 통신을 제출해야 했다.
1783년, 외무장관 찰스 폭스와 노스 경은 손을 잡고 에드먼드 버크가 인도에 대한 정치적 권력을 동인도 회사에서 의회 위원회로 이양하는 법안을 제출하면서 식민지 정책을 다시 개혁하려고 시도했다. 이 법안은 찰스 폭스의 열렬한 지지로 하원을 통과했지만 조지 3세의 압력으로 상원에서 거부권을 행사했다. 조지 3세는 이후 폭스와 노스 연대를 해산시키고 윌리엄 피트 주도에 새 내각을 구성했다. 피트의 인도법은 인도의 정치 권력을 동인도 회사에 남겨두었지만, 동인도 회사의 업무를 감독하고 회사의 주주들이 인도의 통치에 필요 이상으로 간섭하는 것을 막기 위해 영국에 이사회를 설립함으로써 그들을 견제했다. 이 위원회는 6명의 위원으로 구성되어 있었는데, 영국 내각의 국무장관 1명과 재무장관 1명이 포함되어 있었다. 이 무렵 영국 의회에서는 벵골의 토지 소유권 문제에 대한 광범위한 논의 결과, 워런 헤이스팅스의 정적이었던 필립 프랜시스가 주장한 견해를 지지하는 공감대가 형성되었다, 벵골의 모든 토지는 "토착 토지 소유자와 가족의 재산"으로 간주되어야 한다는 것이다.
벵골에서 회사 직원들에 의한 학대와 부패에 대한 보고를 의식한 피트의 인도법은 여러 권리를 부당하게 박탈당했다는 수많은 불만에 주목했다. 동시에 회사의 이사들은 벵골의 토지세 징수 권한을 확고히 해야 한다는 프랜시스의 견해에 기울어 영구적인 정착을 위한 발판을 마련했다. 인도법은 또한 3개 주(presidency)에 각각 다수의 행정직과 군사직을 신설했는데, 주지사 1명과 평의원 3명을 여기에 포함시켰으며 평의원중에는 주의 군대 최고 사령관 1인을 포함시켰다. 벵골 총독부의 감독권은 1793년 헌장에 따라 확장되었다.
곧 런던의 상인들 사이에서는 1600년에 네덜란드와 프랑스를 의식해 동인도 회사에 부여한 독점권이 더 이상 필요하지 않다는 소문이 돌았다. 1813년 헌장에 의해 부여된 권력에 의해 영국 의회는 회사의 헌장을 갱신하였으며, 중국과의 차와 무역을 제외한 다른 무역에 대한 회사의 독점권을 종료하고 인도를 민간 투자와 선교사들에게 개방했다. 인도에서 영국의 영향력이 증가함에 따라, 영국 왕실과 의회에 의한 인도 문제에 대한 감독도 증가했다. 1820년대까지 영국 국민들은 3개 주에서 왕실의 보호 아래 사업을 하거나 선교 활동에 참여할 수 있었다. 1833년 세인트헬레나 법에 따라 영국 의회는 중국 무역에 대한 회사의 독점권을 취소하고 회사를 영국령 인도 행정부의 대리인으로 삼았다. 벵골 총독은 인도 총독으로 재지정되었다. 총독과 그의 행정 위원회는 영국령 인도 전체에 대한 독점적인 입법권을 부여받았다. 북인도의 영국 영토가 델리까지 확장되었고, 1856년 아와드가 여기에 합병되었다. 1854년 벵골, 비하르, 오디샤 지역에 부총독이 임명됨에 따라 총독은 인도 전체의 통치를 맡게 되었다. 1857년 인도에서 벌어진 세포이 항쟁에 대한 대처로 1858년 제정된 인도법에 따라 동인도 회사의 행정권이 영국 왕실 및 의회에 완전히 넘어가며, 빅토리아 여왕이 인도 제국의 군주로 즉위하게 되고 회사령 인도는 막을 내린다.

## 같이 보기
- 인도 제국
- 인도 총독
- 방글라데시의 역사
- 인도의 역사
- 파키스탄의 역사